# Dar Dbibegh
La Dar Dbibegh (en árabe: دار دبيبغ) (también escrita como Dar Dbibagh o Dar Debibagh ) fue una casba o palacio fortificado ubicado a las afueras de Fez, Marruecos. Fue construido en 1729 por el sultán alauita Abdallah IV, quien gobernó Marruecos de forma intermitente entre 1729 y 1757. Situado en la llanura a pocos kilómetros al sur de la ciudad antigua, consistía en un recinto amurallado que contenía una gran casa de campo, jardines y una pequeña mezquita. El palacio también fue utilizado por las tropas del coronel francés Charles Émile Moinier cuando llegó a Fez en 1911, antes del establecimiento del protectorado francés en Marruecos, y siguió siendo un puesto militar después de 1912. En la actualidad, su emplazamiento lo ocupa la Ville Nouvelle ("Ciudad Nueva") de Fez.